# 68 Dywizja Piechoty (Imperium Rosyjskie)
68 Dywizja Piechoty Imperium Rosyjskiego (ros. 68-я пех. дивизия) – rezerwowa dywizja piechoty Imperium Rosyjskiego, okresu działań zbrojnych I wojny światowej.
Powstała z 24 Dywizji Piechoty z Pskowa (1 Korpus Armijny, 2 Armia).

## Struktura organizacyjna
Lipiec 1914:
- dowództwo dywizji
- 269 Noworżewski pułk piechoty
- 270 Gatczyński pułk piechoty
- 271 Krasnosielski pułk piechoty
- 272 Gdowski pułk piechoty